# No. 261 Squadron RAF
Le No. 261 Squadron RAF est un ancien escadron de la Royal Air Force actif pendant la Première et la Seconde Guerre mondiale. Il participe notamment à la défense de Malte d'août 1940 à mai 1941 et à la campagne de Birmanie.

## Histoire

### Première Guerre mondiale
Le No. 261 Squadron RAF est formé le 20 août 1918 à Felixstowe à partir des 339e, 340e et 341e escadrilles de l'ancien Royal Naval Air Service et continue à utiliser des hydravions Felixstowe F.3 lors de patrouilles anti-sous-marines et anti-navires jusqu'à la fin de la Première Guerre mondiale. Après l'armistice, il est officiellement dissous le 13 septembre 1919,,.

### Seconde Guerre mondiale
Le No. 261 Squadron est réformé le 2 août 1940 par la combinaison des deux escadrilles chargées de la défense de Malte, la Hal Far Fighter Flight RAF (en) équipée de Gloster Sea Gladiator et la No. 418 Flight RAF équipée de Hawker Hurricane . L'escadron subit de lourdes pertes face aux attaques allemandes et italiennes, si bien que lorsque le No. 185 Squadron RAF (en) arrive en renfort en mai 1941, le No. 261 Squadron est dissous et ses restes sont intégrés à l'escadron nouvellement arrivé,.
L'escadron est recréé une nouvelle fois à RAF Habbaniya (en), en Irak le 12 juillet 1941 par la renumérotation du No. 127 Squadron RAF (en). Son rôle principal est alors la défense des ports pétroliers. Après la fin des combats en Irak, l'escadron envoie des détachements en Palestine et à Chypre. Il est ensuite déplacé à Haïfa en janvier 1942. Rééquipé du Hurricane IIB, le No. 261 Squadron est envoyé en Asie peu de temps après pour prendre part à la campagne de Birmanie, d'abord dans un rôle d'attaque au sol et d'escortes de Douglas C-47 Skytrain. En 1944, l'escadron est rééquipé de Republic Thunderbolt et participe en septembre à une attaque sur Rangoon. Il combat jusqu'à la fin de la campagne de Birmanie avant d'être envoyé en Inde pour se préparer à participer à la future reconquête de la Malaisie. Mais la capitulation du Japon intervient avant cette opération. Le No. 261 Squadron est dissous le 26 septembre 1945 à RAF Tanjore, en Inde,.